# Kárpát-medence
A Kárpát-medence a Kárpátok, az Alpok és a Dinári-hegység vonulatai által körbevett nagy kiterjedésű medence Közép-Európában. Nagyjából a Duna középső folyásának vízgyűjtő területét foglalja magába. A legtöbb nyelvben ez a fogalom nem használatos, hanem a Pannon-medence kifejezést alkalmazzák, a Kárpát-medence területének nagy részét, de nem az egészét értve ez alatt.[forrás?]
A Kárpát-medence területén ma számos ország osztozik, ezek közül Magyarország teljes egészében, Szlovákia, Ausztria, Bosznia-Hercegovina, Csehország, Horvátország, Románia, Szerbia, Szlovénia, Lengyelország, és Ukrajna pedig kisebb-nagyobb területrészekkel.

## A kifejezés használata
A Kárpát-medencével átfedést mutató földrajzi fogalmak a Duna-medence, Pannon-síkság, és főleg, a legtöbb nyelvben a Pannon-medence. A Duna-medence jóval tágabb földrajzi egység, amely a Duna egész vízgyűjtő területét felöleli Németországtól Ukrajnáig. A Kárpát-medence ennek a hatalmas földrajzi területnek egy kisebb egységét, nagyjából a középső részét alkotja. A Pannon-síkság kifejezést ezzel szemben nagyjából ugyanarra a területre használják, mint a Kárpát-medencét. A két fogalom közötti különbség az, hogy míg a Kárpát-medence egy egységes területi egészt jelöl, amelyhez alföldi és hegyvidéki területek egyaránt hozzátartoznak, addig a Pannon-síkság alatt a középső Duna-medence valamennyi alföldi, sík vidékét értik, vagyis Európa legnagyobb hordalékkúpját, a folyók által feltöltött sík felszínt. Így a Pannon-síkság magában foglalja például Ausztria, Csehország vagy Közép-Szerbia sík vidékeit is (Bécsi-medence, Morva-medence, Morava-völgy), de nem tartozik hozzá például a Dunántúli-középhegység vagy Erdély, amelyek a Kárpát-medencének szerves részét képezik. A nemzetközi földrajztudományi irodalomban a régió megjelölésére a Pannon-síkság (angolul Pannonian Plain) elnevezést használják, míg Magyarországon a Kárpát-medence kifejezés használatos a történelmi hagyomány alapján.

## Földtörténet

### A Kárpát-medence általános topográfiája és kialakulása
Az emberi települések hálózatának kialakulását nagyban befolyásolják a földrajzi környezet adottságai. Nemcsak a domborzat, vagy a folyók, hanem a nyersanyaglelőhelyek is.
A Kárpát-medence geológiai adottságai földtörténetileg érdekes, változatos folyamatok révén jöttek létre. A medence-aljzat sávos (pásztás), parkettaszerű szerkezete a legkülönbözőbb földrajzi helyeken kialakuló lemezdarabokból áll össze, melyek részben összeforrtak és már inaktívak. Az egyetlen tektonikailag aktív lemez-szegély az úgynevezett Balaton-Darnó vonal, ennek irányát a Balaton jól mutatja. A fekükőzeteket (kristályos és palás rétegek) vastag „diluviális” üledék fedi, csak a Sopron-Kőszegi hegységben bukkan helyenként a felszínre, nyersanyagként jelentéktelen mennyiségben és minőségben.
A Kárpát-medence földrajzilag kevésbé jól körülhatárolható képződmény, mint történelmileg. Elsősorban a Kárpátok gerince által határolt terület megnevezésére használják, ez azonban csak Magyarország ezeréves határait jelenti, nem a természettudományos meghatározását. A medence földrajztudományi és geológiai meghatározása ettől eltérő. Földrajzilag a Kárpátok, Alpok és Dinaridák által bezárt hegyközi medence, tehát a belső síkságok felé néző hegylábaknál kezdődik. Geológiailag a Tethys-óceán egyik üledékgyűjtő medencéje, amelyből a Kárpátok kiemelkedett az alpi orogén fázis során. Ennek határa a Kárpátok külső hegylábainál vannak.
Nyugaton az Alpokalja, délen részben a Dráva-Száva vidéke határolja. Minden ezen belüli tájegység önálló módon alakult ki, más és más geológiai eredettel rendelkezik. E fő – geológiailag is elkülönülő – tájegységek a következők: Felvidék (Felföld), Nagyalföld és Kisalföld, Erdélyi-medencék, Erdélyi-középhegység, Északi- és Dunántúli-középhegység, Dunántúli-dombság, Mecsek. Felépítésében elsősorban fiatal (neogén és kvarter) medenceüledékek vesznek részt, amelyekből mintegy szigetekként állnak ki a túlnyomóan mezozós kőzetekből és/vagy neogén vulkanitokból álló hegységeink. A földtörténeti előzmény egyfelől a domborzati- és vízföldrajzi sajátosságok kialakulásáért felelős, másfelől viszont determinálja azt a gazdag ásványi nyersanyagbázist, mellyel a Kárpát-medence, és ezzel Magyarország rendelkezett.

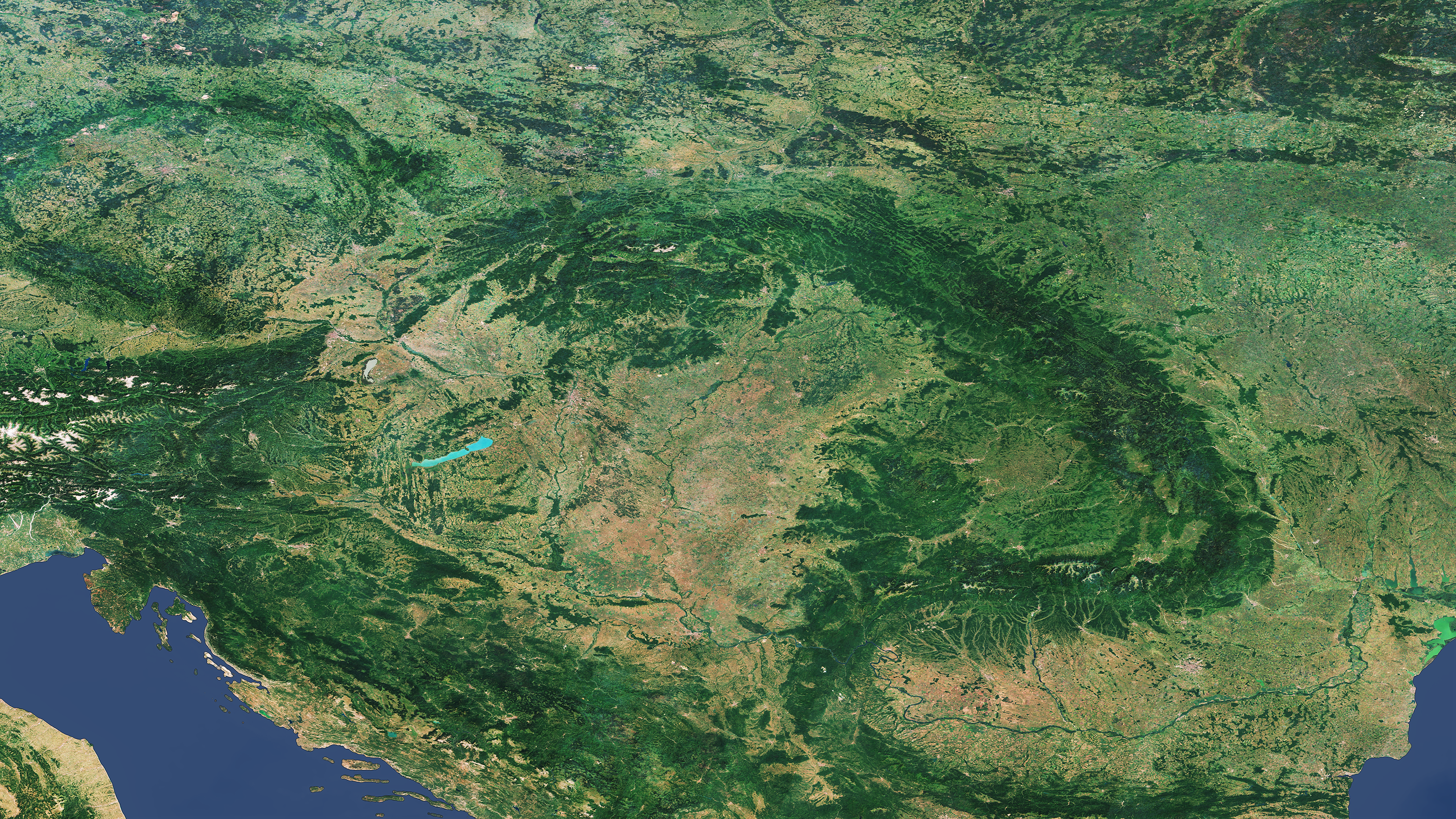
Felhőmentes műholdkép a Kárpát-medencéről

A legkorábbi nyersanyag-kiaknázás a térségben a sóbányászat volt. A sótelepek kialakulása a larámi orogén fázist (globális hegységképződési folyamat a kréta végén) követően a földtörténeti harmadidőszak során ment végbe. A Déli-Kárpátok kiemelkedése miatt a korábbi egységes Tethys-öböl a területen kettéosztódott, az északi oldalon, az erdélyi Paratethys medencében sekélytengeri, nagy vastagságú sótelepek halmozódtak fel. A sóképződésnek e módja a lassú térszín-süllyedést igényli: a bepárlódó, lefűződött sekélytengeri brakkok folyóvízi ellátást, a sekélytengeri öblök a süllyedéssel folyamatos tengervíz-vízutánpótlást kaptak, miközben a kivált só egyre vastagabb rétegekben halmozódott fel (például a Holt-tenger vízutánpótlását a Jordán biztosítja, egyébként lefolyástalan, mert a Jordán nem képes annyira megtölteni a medret, hogy összeköttetés jöjjön létre a világtengerekkel, így erős sókiválás tapasztalható az ultrasós vízből). A süllyedés a miocén közepén indult meg, helyenként ma is megfigyelhető, leginkább a Körösök vidékén. A későbbi tektonikus mozgások során a sórétegek több helyen meggyűrődtek, sódiapírok alakultak ki, amelyek utóbb több helyen a felszínre bukkantak. A szovátai Medve-tó környékén a mai napig találhatók felszíni sókibúvások.
A só mellett természetesen egyéb nyersanyagok is képződtek. A Kárpát-medence részeinek kialakulása során végbement vulkanizmus gazdag érctelepeket hozott létre. Az iniciális vulkanizmus nagyjából a mai Kárpátok külső ívén kezdődött, majd a Kárpát-medencén belül délkeletről északnyugat felé tolódott (első ütemben Nándorfehérvár-Temesvár-Arad-Kolozsvár vonalban, másodikban Pécs-Debrecen, harmadikban Zágráb-Miskolc sáv), majd a szinorogén fázis ugyanezt a mozgásirányt követte a Nándorfehérvár-Nagyvárad, később a Balaton-Darnó vonalban. Ezek a jura-alsó kréta idejére tehetők, összefüggésben a Tethys felnyílásával, a húzóerők és a tértágulás okozta árkos beszakadások és térszínsüllyedés miatt. A még korábbi, triász vulkanizmust a Balaton-felvidék diabáz, gabbró és kvarcporfír előfordulása jelzi.
A jelentős ásványi nyersanyagképződéssel járó paleogén folyamatok hozták létre a Kárpát-medence belsejében a paleocén-eocén vulkáni ívet, mely Zalaegerszegtől Recskig húzódott. Ennek eredménye többek közt a recski rézelőfordulás. A miocénben gyakorlatilag az egész középhegységi öv aktív volt, majd a vulkanizmus vonalban haladt, melynek első tagja a Visegrádi-hegység (szentendrei Kő-hegy, dunabogdányi Csódi-hegy), innen folytatódik a Börzsönyön, Mátrán, Zempléni-hegységen, a Felvidék (Eperjes-Tokaji-hegység) és az Északkeleti-Kárpátok vulkáni hegységein át a Keleti-Kárpátokig (Hargita), illetve az Erdélyi-szigethegység déli részén, az Aranyos völgyétől délre elterülő Erdélyi-érchegységig. A vulkáni tevékenység fő időszaka a földtörténeti miocén kor (kárpáti, bádeni és szarmata emelet – a Paratethys önálló rétegtani besorolásának megjelöléseivel) volt. A Kárpáti vulkáni ív tagjai nyugatról kelet felé egyre fiatalodnak, nagyjából hasonlóan a forrópontos vulkanizmushoz (Hawaii, Seychelle, Kuril-szigetek, Yellowstone stb.). Ennek ellenére nem a lemez forrópont feletti mozgása okozta, hanem a felszakadó törésvonalak aktivitásának eltolódása. Ezt a vulkanizmus jellege igazolja: nem híg bazaltos, kiömléses tevékenység folyik, amely pajzsvulkánokat hoz létre, hanem andezites összetételű, robbanásos kitörést produkáló. A Csódi-hegy lakkolitja például nem is kitörés eredménye, hanem felszín alatt megrekedő intrúzió. Helyenként még a bazalt is megrekedt egy-egy felszínközeli magmakamrában, a somoskői bazaltoszlopok a tanúi ennek. Az ilyen összetételű és eredetű vulkanizmus fontos az ásványkincsek kialakulásában, hiszen míg a hawaii bazaltvulkánok gyakorlatilag semmilyen ásványkincset nem állítanak elő, addig a törésvonalak mentén felszakadó – vagy szubdukciós árok ellenoldalán lévő – vulkanizmus a kihűlés pneumatolitos és hidrotermális fázisában gazdag ásványlelőhelyeket – ércteléreket, zeolitokat stb. – hoz létre. Az andezites, kvarcandazites, riolitos szubvulkáni testek kialakulásával kísért vulkanizmus lezárásaként a magmamaradék gőzeiből, gázaiból, melegvizes oldataiból a kőzetek repedéseiben érctelérek, elsődleges ércelőfordulások rakódnak le. A Keleti-Kárpátokban a mai napig megfigyelhetők egyes vulkáni utóműködések, gáz- és gőzkifúvások és szénsavas, ún. borvíz feltörések (Tordai hasadék, Büdös-tó, Szováta stb.), a középhegységi területeken pedig sok helyen magas a geotermikus energia szintje, amely hévizes feltörésekkel jár együtt. Végül a pliocénben a Paratethyst szegélyező „frissen” kiemelkedett hegyvidék szolgáltatta a Dés-Brassó, Eperjes-Radna vonalakon, valamint a Felvidék nagy részén található (nemes-)fémbányák készleteit létrehozó vulkanizmust.
A Nagy- és Kisalföld egy mély, egykori tengermedence feltöltődésével jött létre. Amikor ez a süllyedék a Kárpátok felgyűrődésével elzárult a Tethys maradékát képező Paratethystől, a teljes Kárpát-medence – egy kis kivételtől eltekintve – gyakorlatilag egyetlen nagy vízgyűjtőterületté vált. Ennek összes csapadékvize a Vaskapu-szoroson keresztül a Dunában hagyja el a medencét (kivétel: Olt, melynek azonban kicsi a vízgyűjtője). Az Alföld aljzatát alkotó fekükőzeteket átlag három kilométer vastag, de helyenként 8 km-t is elérő vastagságú üledék fedi a miocén-pliocén-pleisztocén korú folyóhordalékból (következésképp a Dunántúli és Északi középhegység egy igen magasra emelkedő mezozós hegységrendszer, amelynek csak a legteteje látható). A mai síkvidékeket valamikor összefüggő víz borította, egészen addig, amíg az üledék magassága el nem érte a Vaskapu tengerszint feletti magasságát. A Duna esése Visegrádtól Bácsig alig két méter, és mind a Tisza, mind a Duna a síkságon alsószakasz-jellegű.
A Dunántúli- és Északi középhegység a fekükőzetekből emelkedik ki, gyökérrégiójuk tehát mélyen található. A kiemelkedés még a jura időszakra tehető (az amerikai Sziklás-hegységgel, valamint az Alpok első kezdeményeivel egyidőben), melyet a felszíni fedőkőzetek összetétele mutat (vörös, agyagos, ammoniteszes mészkő, sok helyen bauxittal, amely korabeli karsztosodásra utal).

## Földrajz

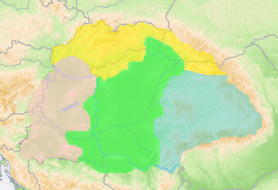
Makrorégiók: északi (sárga), nyugati (rózsaszín), Alföld (zöld), keleti (kék)

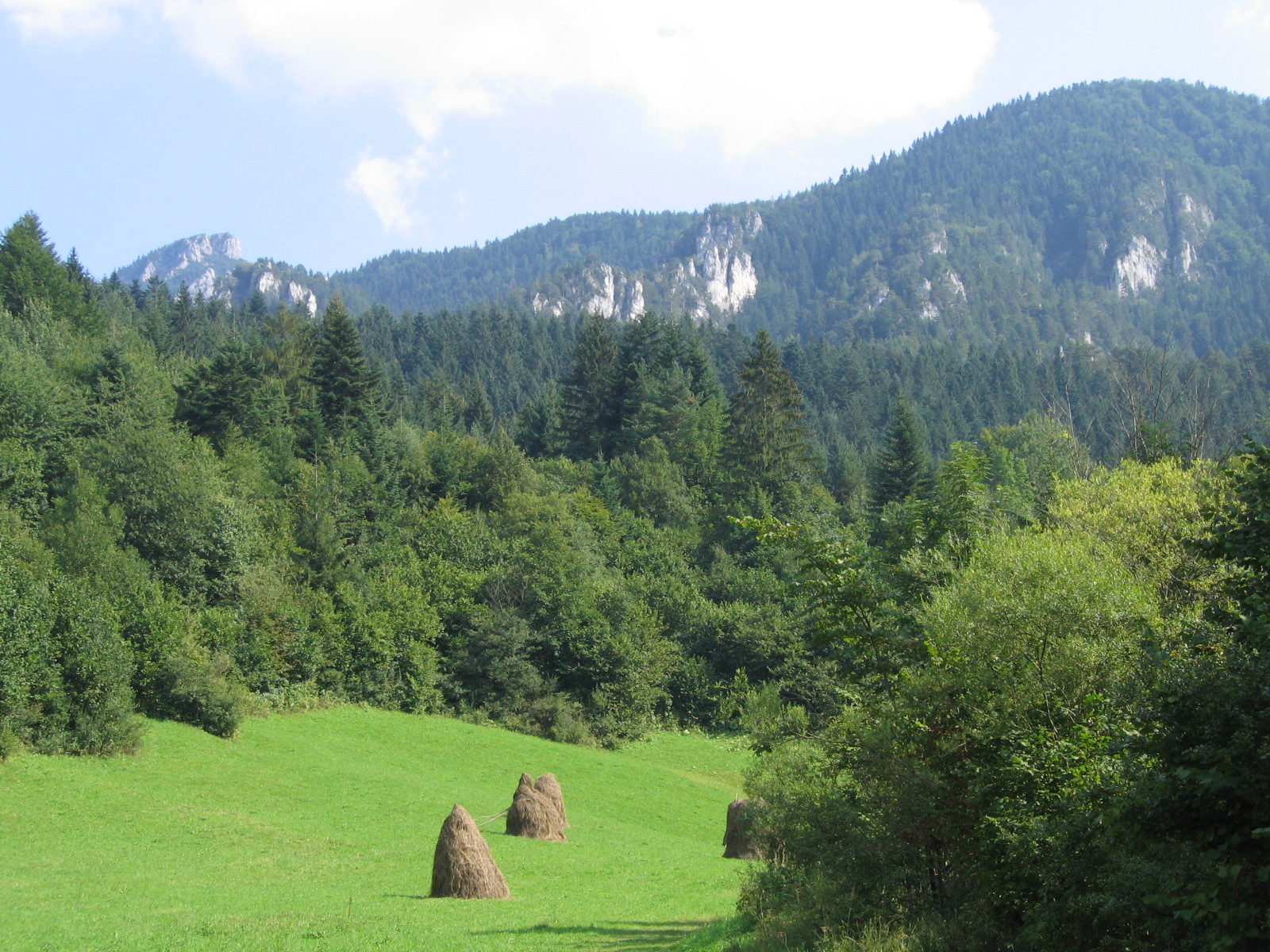
A Vrátna-völgy a Kis-Fátrában (Fátra-Tátra-vidék)

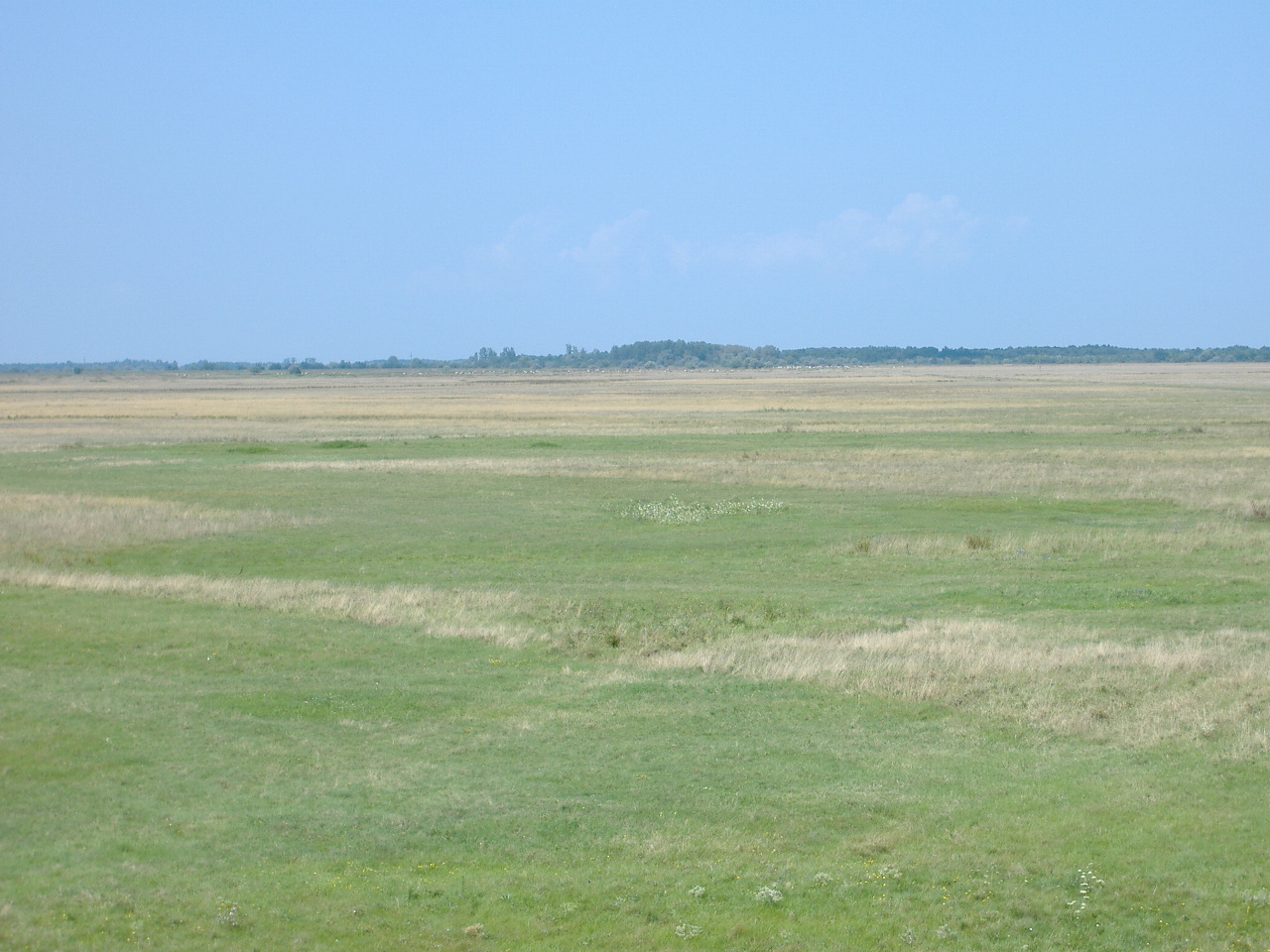
Hortobágyi puszta (Tiszántúl)

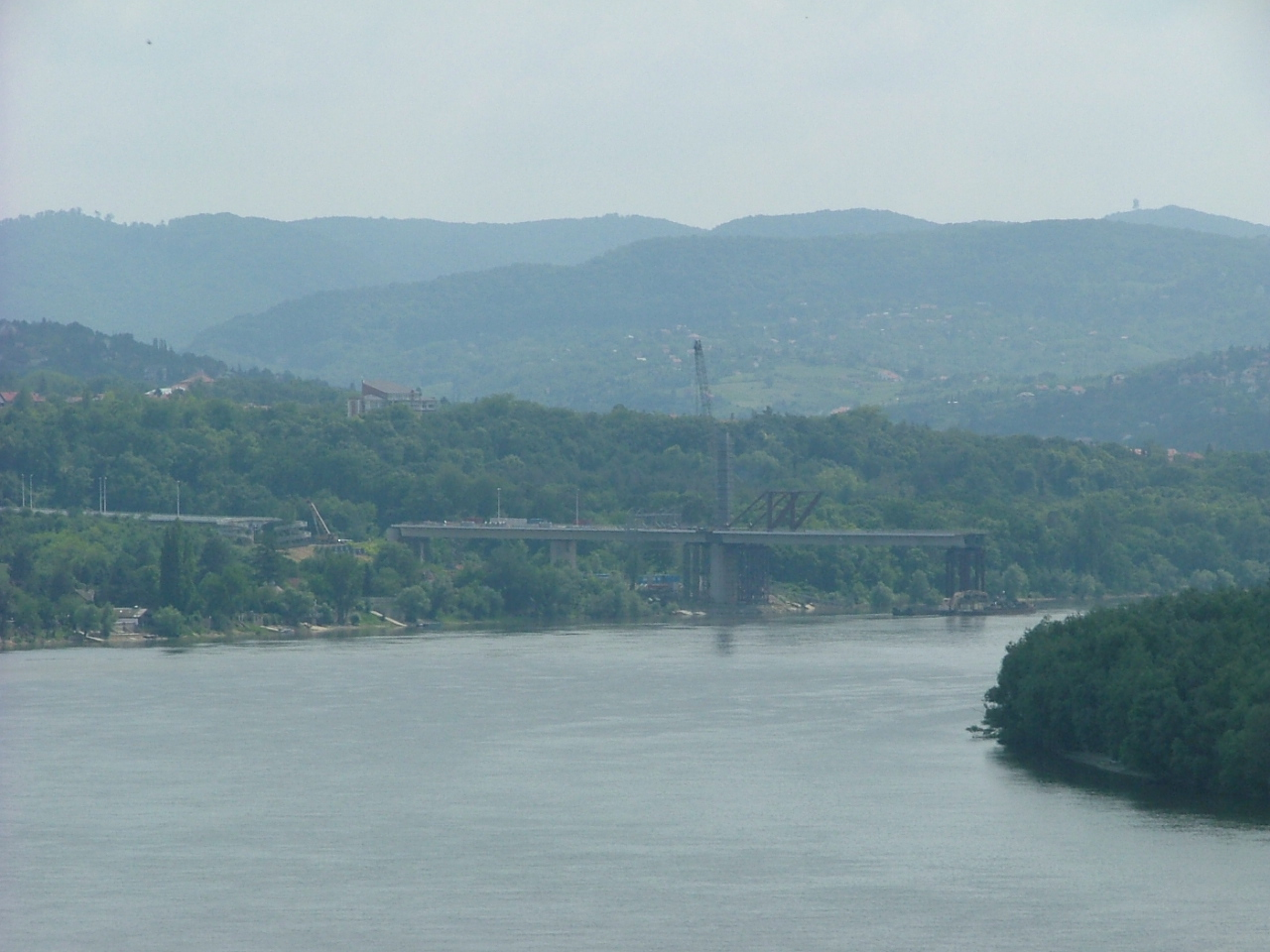
A Duna Újvidéknél a Tarcal (Fruska Gora) szigethegységgel (Szerémség)

A Kárpát-medence Európa legnagyobb hegységközi medenceegyüttese, amely a miocén kori felszínfordulat után, a Kárpátok kiemelkedésével és a belső területek besüllyedésével, majd a pliocén kori Pannon-tenger kiszáradása során alakult ki.
A talaj vastagsága változó, legvastagabb Pozsonytól egészen Győrig.
Bár a csapadék nem bőséges, a növényzet számára általában elegendő mennyiségű eső esik, és a Kárpát-medence igen fontos mezőgazdasági régió, a hatalmas kiterjedésű lösztalajjal borított síkságok rendkívül termékenyek.
A Kárpátok hegyvonulatai gazdagok a különböző ércekben, mint a vasérc és a réz. A történelem folyamán nagy gazdasági szerepet játszottak az Északi- és Keleti-Kárpátok aranylelőhelyei és sóbányái.

### Tájegységek
A Kárpát-medence földrajzi tájegységei nem minden esetben felelnek meg a politikai államhatároknak, hanem több országhoz is tartozhatnak.
- Északi Kárpát-medence (Északnyugati-Kárpátok)
  - Északi-középhegység – Magyarország, Szlovákia
  - Fátra-Tátra-vidék (Fatransko-tatranskou oblast – Szlovákia
  - Garamvölgy (Pohronie), Nyitra völgye (Ponitrie) és Vágvölgy (Považie) – Szlovákia
  - Külső-Északnyugati-Kárpátok (szlovák: Vonkajšie Západné Karpaty) a vízválasztóig – Szlovákia
  - Nógrádi-medence (szlovák: Ipeľská kotlina) és Sajó-Hernád-medence (Rimavsko-košická kotlina) – Magyarország, Szlovákia
  - Selmeci-körhegység (szlovák: Slovenské stredohorie) és Gömör–Szepesi-érchegység (szlovák: Spišsko-gemerské rudohorie) – Szlovákia
- Nyugati Kárpát-medence
  - Alpokalja (Östliche Alpenvorland, ausztriai része Burgenlandhoz tartozik) – Ausztria, Magyarország, Szlovénia
  - Dunántúli-középhegység és Dunántúli-dombság – Magyarország
  - Kisalföld (régen Pozsonyi-medence, az ausztriai része, Seewinkel Burgenlandhoz tartozik, a szlovákiai rész neve szlovákul Podunajská nížina) – Ausztria, Magyarország, Szlovákia
  - Közép-Dráva-völgy (Podravina) – Horvátország, Magyarország
  - Szlavón-röghegység (Slavonske planine) – Horvátország
  - Zágrábi-medence (Zagrebačka kotlina) és Horvát-középhegység (Zagorje) – Horvátország
- Alföld („Belső Kárpát-medence”) – Horvátország, Magyarország, Románia, Szerbia, Szlovákia, Ukrajna
  - Alsó-Száva-síkság (szerbhorvát: Posavska ravnica, fő tájegysége a Szerémség, amelynek nyugati része Horvátországhoz, keleti része Szerbiához tartozik) – Bosznia és Hercegovina, Horvátország, Szerbia
  - Drávamenti-síkság (horvát: Podravska ravnica, horvátországi részét az Eszéki-sík és a Drávaköz, magyarországi részét a Drávamellék alkotja) – Horvátország, Magyarország
  - Duna-Tisza köze (a déli részét Bácskának hívják) – Magyarország, Szerbia
  - Dunántúli Alföld (legnagyobb tájegysége a Mezőföld) – Magyarország
  - Felső-Tisza-vidék (két fő része: a Bodrogköz, amely Magyarország és Szlovákia között húzódik, valamint a Szatmár-Beregi-síkság, amelynek keleti része, a Kárpátaljai-alföld Ukrajnához, nyugati része, a Szatmári-síkság pedig zömében Romániához tartozik) – Magyarország, Románia, Szlovákia, Ukrajna
  - Temesköz (Câmpia Timişului, Tamiška ravnica) – Románia, Szerbia
  - Tiszántúl (legnagyobb tájegysége a Körösvidék, román neve: Crişana) – Magyarország, Románia
  - Zempléni-sík (szlovák: Potiská nížina) – Szlovákia
- Keleti Kárpát-medence
  - Bánsági-hegyvidék és Ruszka-havas (román: Carpaţii Banatului és Munţii Poiana Ruscă) – Románia
  - Brassói-medence (Depresiunea Braşovului) – Románia
  - Déli-Kárpátok (Carpaţii Meridionali) a vízválasztóig – Románia
  - Erdélyi-középhegység (román: Munţii Apuseni)
  - Erdélyi-medence (Depresiunea Transilvaniei) és Szilágyság (Sălaj) – Románia
  - Északkeleti-Kárpátok belső vonulata (fő tájegysége Máramaros és a Vihorlát–Gutin-hegyvidék; ukrajnai része az Ungvár-Huszti hegyek, ukránul Вулканічний хребет), valamint a külső vonulat a vízválasztóig – Románia, Ukrajna
  - Keleti-Kárpátok belső vonulata, valamint a külső vonulat a vízválasztóig (Carpaţii Orientali) – Románia
  - Székely-medencesor (Culoarul depresionar Giurgeu-Ciuc, fő részei: Csíki-, Gyergyói- és Kászoni-medence)

Horvátország teljes kárpát-medencei területe összefoglaló néven Dráva-Száva-vidék vagy kontinentális Horvátország (Kontinentalna Hrvatska), Romániáé a tágabb értelemben vett Erdély (Transilvania), Ukrajnáé Kárpátalja (Закарпатська область). Szlovénia Kárpát-medencei területe a Muravidék (Pomurska) közigazgatási régióban terül el, Ausztriáé zömmel Burgenlandban, Szerbiáé pedig főleg a Vajdaságban (Vojvodina).

## Történelem

### Az őskortól a magyar honfoglalásig
A Kárpát-medence területén több helyen is megtalálták az ősember emlékeit. A korai ősember (késői előember) maradványát Vértesszőlősön, a neandervölgyi ember legfontosabb leleteit pedig a Bükk-vidék területén találták meg („Samu” maradványai, Suba-lyuk, Istállós-kői-barlang, Szeleta-barlang).
A Homo sapiens megjelenése a területen mintegy 20 000 évvel ezelőttre tehető. Az érdi barlangban talált emlékekből ismert érdi ember használta az első ismert hústároló vermet. Az i. e. 6. évezredben megjelenő első újkőkori földművesek számára a Kárpátok viszonylagos védelmet biztosítottak, a földművelésre és állattartásra egyaránt alkalmas síkságok és a vízbőség vonzotta a különböző népcsoportokat. Az Erdélyben az i. e. 5. évezredben virágzó Vinča–Tordos-kultúra tekinthető egyes kutatások szerint a világ első írásos műveltségének. (Az 1961-ben felfedezett híres tatárlakai lelet a sumer írásnál valószínűleg 1000 évvel előbbi időből származik.)
A legkorábbi név szerint is ismert népek a vaskor idején az Alföld vidékén a lovasnomád szkíták törzsei, a hegyekben és dombvidékeken pedig az illír törzsek közé tartozó pannonok és azalok, a különböző kelta népcsoportok (eraviszkuszok, boiok, ózok, szkordiszkuszok, kotinuszok), valamint a trák törzsekhez tartozó dákok. Később újabb lótartók, a szarmaták jelentek meg, valamint az első germán népek, a kvádok és markomannok.
Az ókori civilizált társadalmak alig tudtak valamit a Kárpát-medencéről – azon túl, hogy barbár népek lakják. A makedón Nagy Sándor egészen az Indusontúlig nyomult előre, ámde tudósai éppoly keveset tudtak a Duna középső szakaszáról, mint a római tudósok időszámításunk elejéig.
Az 1. század során a Római Birodalom elfoglalta a Dunántúl területét, majd Erdélyt. Az előbbi Pannonia tartomány, az utóbbi Dacia tartomány részét képezte. A 3. századtól az Ázsiából meginduló népvándorlás során egyre gyakoribbá váltak a rómaiak elleni barbár támadások. A rómaiak ezért előbb Daciából, majd az 5. században Pannoniából is kénytelenek voltak kivonulni és a helyüket új népek vették át: a germán törzsekhez tartozó vandálok és gótok, majd a lovasnomád hunok. Attila király hatalmas eurázsiai birodalmának a Kárpát-medencében volt a központja.
A hunokat birodalmuk bukása után a herulok, longobárdok és gepidák, majd a 6. században az avarok követték. Az utóbbiak Baján vezetésével alapították meg egységes Kárpát-medencei államukat, amely mintegy 250 évig állt fenn. A Kárpátok völgyeibe (a mai Szlovákia és Erdély vidékére), valamint az északi és dunántúli középhegységekbe a szlávok törzsei költöztek, akik az avaroknak határőrnépekként szolgáltak. Az avarok uralma a 9. században dőlt meg, amikor Nagy Károly a Frank Birodalomhoz csatolta a Dunántúlt, a terület népét pedig keresztény hitre térítette. Az Alföld és Erdély avar fejedelmei ugyanakkor bolgár fennhatóság alá kerültek. A század második felében a szláv Morva Birodalom vonta rövid időre ellenőrzése alá a Kárpát-medence északi és nyugati területeit. A morva és bolgár uralomnak a magyar honfoglalás vetett véget 895-ben. A magyarok fokozatosan az egész Kárpát-medencét ellenőrzésük alá vonták, majd 1000-ben a Magyar Királyság alatt egyesítették a terület népeit. A Kárpát-medence története során egyedül a magyaroknak sikerült tartós államot létrehozniuk a területen.

### A magyar történelem ezer éve

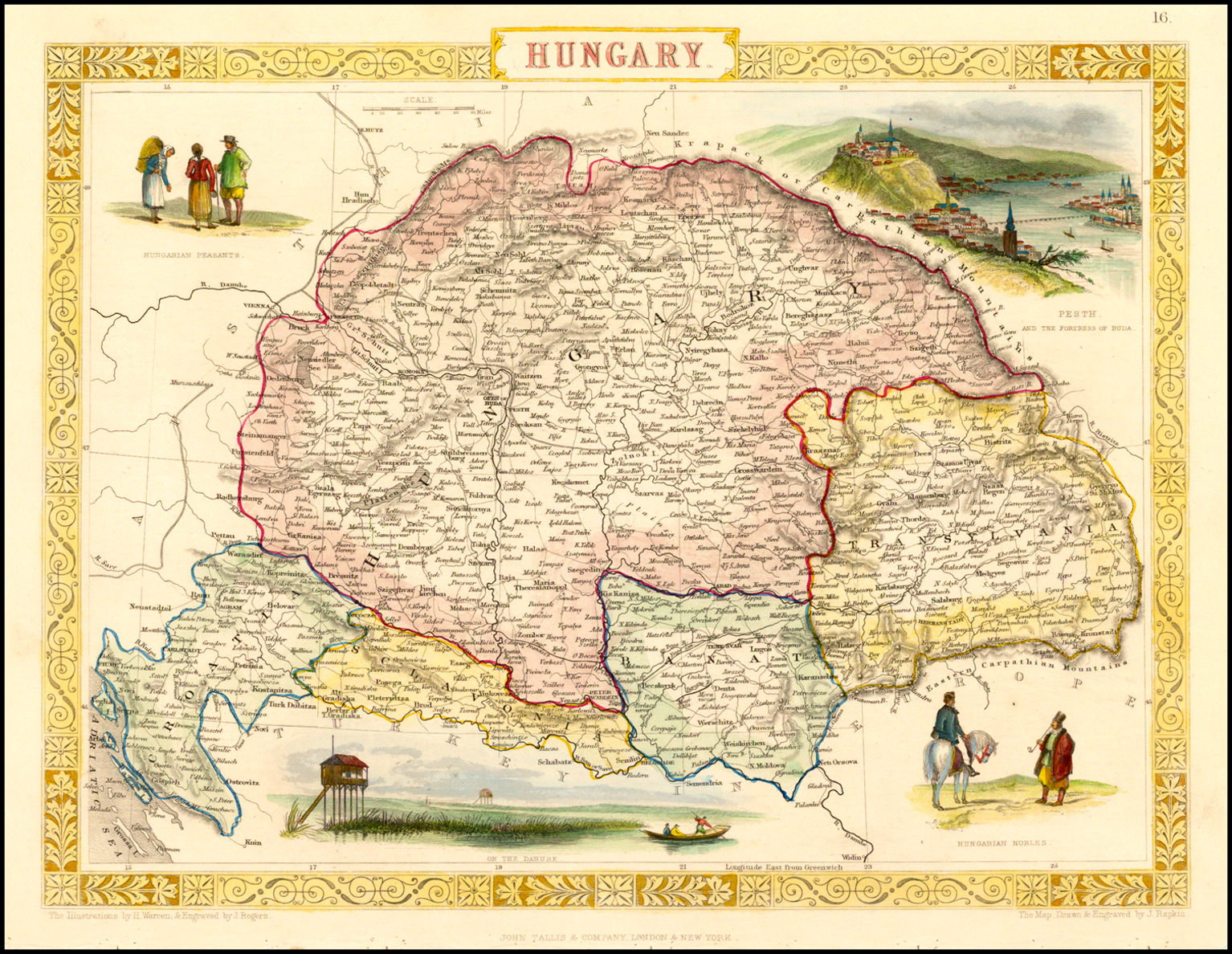
John Tallis térképe a Kárpát-medence államáról, a Magyar Királyságról, 1851-ből

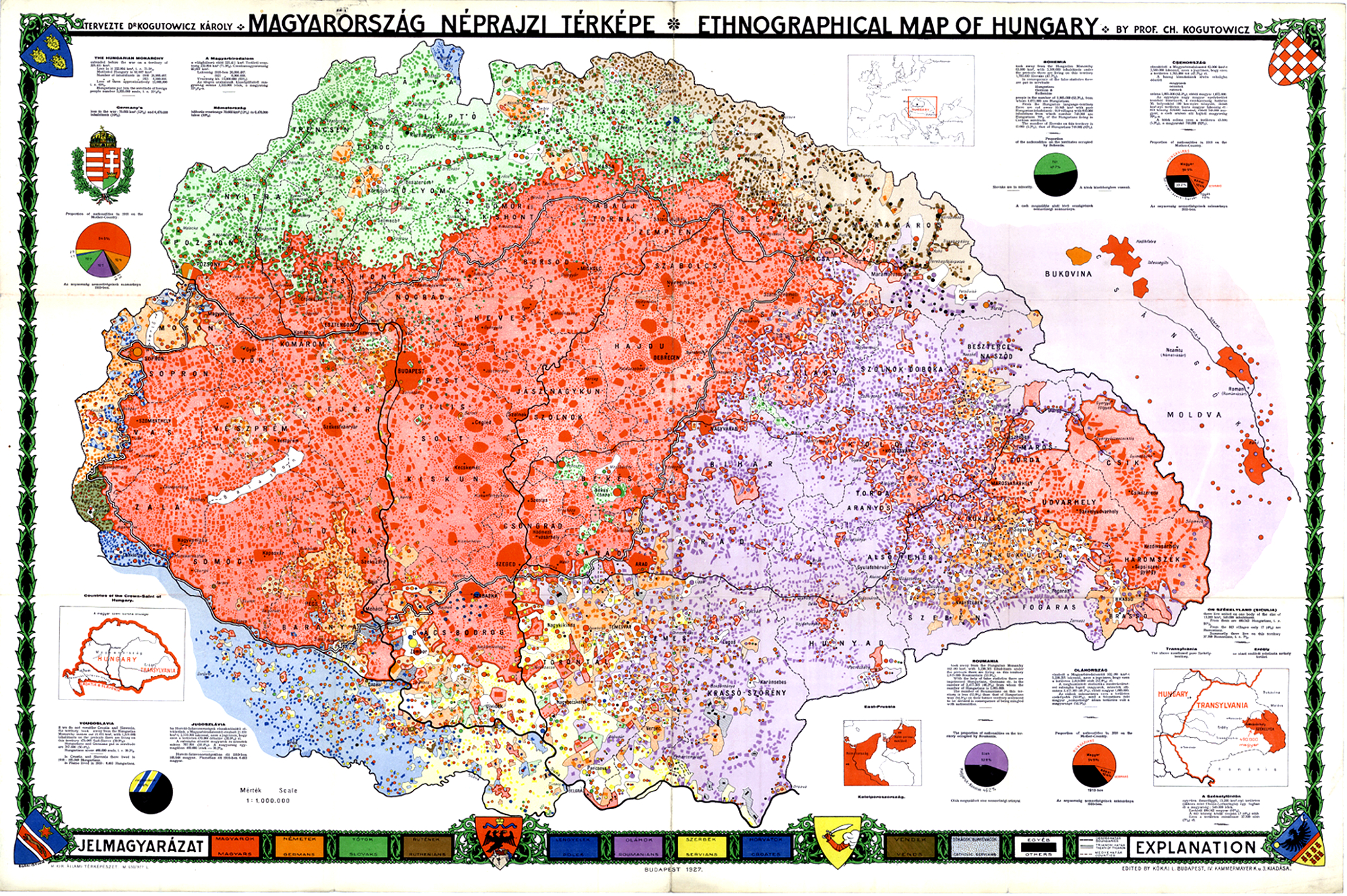
Tervezte Dr Kogutowicz Károly – Magyarország Néprajzi Térképe, 1927, az első makroregionális etnikai térkép a Kárpát-medencére vonatkozóan

A honfoglalástól 1918-ig a Kárpát-medence népeinek története túlnyomó részt a Magyar Királyság keretében zajlott. A honfoglaláskori magyar fejedelmek korszakát 1000-től a Magyar Királyság uralma követte, amely történelmének legnagyobb részében szinte az egész Kárpát-medencét magában foglalta. Ez alól csak a 150 éves török hódoltság kora, valamint Erdély 1540-1867 közötti különállása jelentett kivételt.
… A magyarok, mint végső bizonyítékra hivatkoznak államuk történelmi egységére, amely ezeréves történelmének megrázkódtatásai folyamán nem őrizhette volna meg az egységét, az itt élő nemzetiségek különfélesége mellett, ha ezt nem biztosította volna földrajzi egységének törvényessége.
Részletesebb leírás:
- Magyar történelem

### 1918 után: nyolc ország történetének keretében

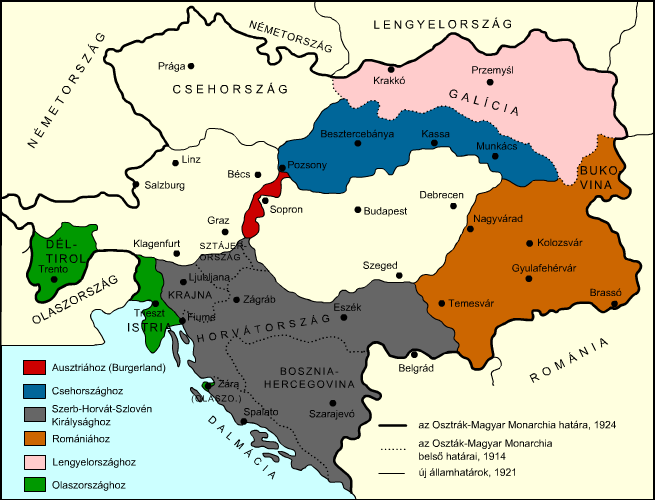
A Magyar Királyság területének felosztása 1920-ban (trianoni békeszerződés)

1918-tól, illetve hivatalosan 1920-tól (Trianon óta) Magyarország állami területe a Kárpát-medence középső részére korlátozódott. Ettől az időtől kezdve magyar történelem alatt tehát a mai Magyarország területének történetét és a kisebbségi magyarok történetét értjük. A Kárpát-medence Magyarországon kívülre került részeinek politikai története 1920-tól négy megnövekedett területű, illetve újonnan születő állam történelmeként zajlott tovább. Ezen államok száma 1945-től ötre, majd az 1990-es évektől hétre emelkedett.
Részletesebb leírás:
- Magyarország: 20. századi magyar történelem
- Szlovákia: felvidék – szlovákiai magyarok
- Románia: Erdély történelme, Partium, Bánság
- Ukrajna: Kárpátalja története
- Szerbia: Vajdaság
- Horvátország: Szerémség
- Szlovénia: Muravidék – muravidéki magyarok
- Ausztria: Burgenland (Felsőőrvidék)

## Népesség
2011-ben 25 millió 700 ezer lakója volt, ami 1,1 millióval kevesebb a 10 évvel korábbinál.A magyar nyelv beszélőinek száma a Kárpát-medence területén kb. 12,5 millió (nagyjából 50%), ebből 9.8 millióan Magyarországon, 1,2 millióan Romániában, 700 ezren a volt Jugoszlávia területén, 450 ezren Szlovákiában, 250 ezren Kárpátalján, 50 ezren Ausztriában élnek. A magyar nemzetiségűek száma hivatalosan: 8,5 millió Magyarországon, 1,2 millió Romániában, 0,5 millió Szlovákiában, 0,3 millió Szerbiában, 150 ezer Kárpátalján, nagyjából 1 millió fő a legutóbbi népszámláláson nem nyilatkozott nemzetiségéről, közülük 500 ezren élnek Magyarországon és 400 ezren Dél-Szlovákiában, 100 ezren a Vajdaságban.

### Legnagyobb települések
|     | Név            | Ország       | Népesség                         |
| --- | -------------- | ------------ | -------------------------------- |
| 1.  | Budapest       | Magyarország | 1 686 222 fő (2024. jan. 1.) +/- |
| 2.  | Belgrád        | Szerbia      | 1 233 796 (2016)                 |
| 3.  | Zágráb         | Horvátország | 802 338 (2016)                   |
| 4.  | Pozsony        | Szlovákia    | 425 923 (2017)                   |
| 5.  | Újvidék        | Szerbia      | 260 438 fő (2022) +/-            |
| 6.  | Kolozsvár      | Románia      | 286 598 fő (2021. dec. 1.) +/-   |
| 7.  | Temesvár       | Románia      | 250 849 fő (2021. dec. 1.) +/-   |
| 8.  | Brassó         | Románia      | 237 589 fő (2021. dec. 1.) +/-   |
| 9.  | Kassa          | Szlovákia    | 223 678 fő (2024. dec. 31.) +/-  |
| 10. | Debrecen       | Magyarország | 201 704 fő (2024. jan. 1.) +/-   |
| 11. | Nagyvárad      | Románia      | 183 105 fő (2021. dec. 1.) +/-   |
| 12. | Szeged         | Magyarország | 157 930 fő (2024. jan. 1.) +/-   |
| 13. | Miskolc        | Magyarország | 143 502 fő (2024. jan. 1.) +/-   |
| 14. | Arad           | Románia      | 145 078 fő (2021. dec. 1.) +/-   |
| 15. | Nagyszeben     | Románia      | 134 308 fő (2021. dec. 1.) +/-   |
| 16. | Pécs           | Magyarország | 140 330 fő (2024. jan. 1.) +/-   |
| 17. | Marosvásárhely | Románia      | 116 033 fő (2021. dec. 1.) +/-   |

## Látnivalók
- A Kárpát-medence magyar emlékei, látnivalói
- Magyarország turizmusa
- Szlovákia turizmusa – Szlovákia magyar emlékei, látnivalói
- Románia turizmusa – (lásd: Történelmi Erdély és Nyugati határvidék) – Románia magyar emlékei, látnivalói
- Ukrajna turizmusa (lásd: Kárpátalja) – Ukrajna magyar emlékei, látnivalói
- Szerbia turizmusa (lásd: Vajdaság, Belgrád) – Szerbia magyar emlékei, látnivalói
- Horvátország turizmusa (lásd: Dráva-Száva-vidék) – Horvátország magyar emlékei, látnivalói
- Szlovénia turizmusa (lásd: Mura-vidék) – Szlovénia magyar emlékei, látnivalói
- Ausztria turizmusa (lásd: Burgenland) – Ausztria magyar emlékei, látnivalói